# Calathella albolivida
Calathella albolivida är en svampart som först beskrevs av Ellis ex W.B. Cooke, och fick sitt nu gällande namn av Agerer 1983. Calathella albolivida ingår i släktet Calathella och familjen Marasmiaceae.   Inga underarter finns listade i Catalogue of Life.